# Оркестър без име
„Оркестър без име“ е български игрален филм (комедия), заснет през 1980 година от режисьора Людмил Кирков по сценарий на Станислав Стратиев. Оператор е Виктор Чичов. Музиката във филма е композирана от Борис Карадимчев. Запомнен е с култовите си реплики и песни („Оставаме“ на Маргарита Хранова или „Нашият град“ на „Тангра“). Гледан е от над 2 млн. зрители.

## Предистория и кастинг
През 1979 г. излиза филмът на режисьора Людмил Кирков по сценарий на Станислав Стратиев „Кратко слънце“ - по едноименната повест на сценариста. Филмът се радва на нечуван успех, но след 2 – 3 седмици е свален от екран тихомълком. Причината е излязлата във вестник „Литературен фронт“ статия, в която „Кратко слънце“ е обвинен в грешно идеологическо звучене, засилване на негативизма и нарушена диалектика между „голямата и малката правда“. По това време Кирков и Стратиев вече работят по втори филм – „Равновесие“, но продукцията е замразена заради критиката към предишния им филм. „Равновесие“ е реализиран чак след пет години и отново е посрещнат с подобни критики.
По стечение на обстоятелствата в киностудията „Бояна“ имат пари за усвояване и нареждат на Кирков и Стратиев да направят коренно различен проект от „Кратко слънце“ и „Равновесие“ – весела, смешна и „жизнеутвръждаваща“ комедия. Стратиев вече отдавна има идея за история. Тя е вдъхновена от група музиканти, която свири в родния му софийски квартал Коньовица. Стратиев случайно се среща с музикантите в чужбина и те му разказват премеждията си и как са успели да напуснат България и да пробият зад граница (за историята им в чужбина Стратиев пише сценарий за втори филм, за който са планирани снимки през 1993 г., но поради промените и ред скандали той не се осъществява).
Людмил Кирков харесва сюжета и предлага за ролите Велко Кънев, Павел Попандов, Филип Трифонов и Георги Мамалев, като Мамалев вече се е снимал в „Пазачът на крепостта“ – първия филм по сценарий на Стратиев. Така сценарият се пише за конкреттни актьори и главните роли са предназначени специално за тях. Стратиев пише сценария на един дъх – само за две седмици.
Актьорите не са музиканти и нямат никакви умения, но с помощта на композиторите Борис Карадимчев и Асен Драгнев само за два месеца се научават да имитират, че свирят на музикалните инструменти във филма. За ролята на Рени Людмил Кирков среща известни трудности. Пробвани са над 20–30 актриси от ВИТИЗ, като е прослушана дори и много нашумялата тогава телевизионна говорителка и актриса Инна Симеонова. Катерина Евро получава ролята случайно след едно скарване с режисьора Стойчо Шишков, който ѝ казва, че манекенките (каквато тогава е Евро) не стават за нищо. След пробни снимки обаче тя го убеждава в обратното, екипът решава, че е идеална за ролята, и Евро я получава безапелационно. Попандов казва, че с Евро снимките се получили от раз.
Отначало Кирков отказва на Мария Каварджикова да изиграе ролята на Ваня поради морални причини. Тя е съпруга на племенника му – актьора Константин Цанев. По време на снимките Каварджикова е бременна с второто им дете. Людмил Кирков взема Димитър Манчев за ролята на Миташки без прослушване, защото са стари приятели и фенове на ФК "Левски". За знаковата роля на чичо Петър е поканен знаменитият Георги Русев, който обаче по това време снима „Дами канят“ в Асеновград. Поради конфликт в графика Русев снима сцената си само за един ден и после се връща обратно към снимките на другия филм. Николай Николаев, съученик на Стратиев в гимназията, получава ролята на Джани Леопарди след една тяхна случайна среща. Снимките текат през цялото лято по цялото Черноморие, като се протакат чак до следващата година.

## Сюжет
Внимание:  Текстът по-долу разкрива сюжета на произведението (или части от него)!
„Оркестър без име“ започва като непретенциозна комедия, която обаче засяга и драматични теми, като приятелство, любов, изкуство, съзряване. Четирима млади мъже – Велко (Велко Кънев), Филип (Филип Трифонов), Павел (Павел Поппандов) и Гошо (Георги Мамалев), имат различни професии, но са свързани от голямата си любов към музиката. Цяла година репетират, за да пробият в „Златни пясъци“ през лятото. Павел, бас-китаристът, е монтьор и успява да присвои един стар джип ГАЗ-69, който да ремонтира, за да могат да отидат до морето. Гошо свири на барабани и репетира самостоятелно поне по четири часа на ден, с което безпокои близките си. Велко, ръководителят на групата, който свири на йоника, се мъчи по всякакъв начин да извоюва удостоверение и музикална техника, тъй като групата не се води официално към културния дом. Ръководителят на културния дом, в който свирят, е склонен да им даде уредбата, ако вземат за певица неговата фаворитка Рени (Катерина Евро), капризна девойка, която използва външността си, за да пробие. Това обаче означава, че трябва да се уволни досегашната вокалистка на групата – Ваня (Мария Каварджикова), гаджето на Филип, скромно момиче с голям глас. Това е първият, но не и последният компромис, който трябва да направят за музиката. Филип също решава да се оттегли, но Ваня къса с него и той се връща в групата.
Всички заминават за морето, тъй като се предполага, че ще свирят в Гранд хотел „Варна“. Обаче връзките на Велко не са в ръководството, а в кухнята, и то със снабдител. Оркестърът не се отказва и търси друго заведение в курорта, в което да свири, но така и не намира. Не само, че всичко е заето, но оркестрите си имат име, макар да не свирят толкова добре. Тогава младежите тръгват по Черноморието и успяват да се уредят да свирят в малко селце близо до Бургас. Остават изненадани, че успехът им се дължи главно на певицата им, и по-точно на нейния чар. Но пак не им е лесно. Павел намира любовта, но в лицето на Пепи (Живка Пенева), омъжена жена с малко дете, която робува на мъжа си (Антон Радичев), Филип се мъчи да се свърже с Ваня и след като не успява, едва не й изневерява с телефонистката (Зинка Друмева), а управителят на заведението – Миташки (Димитър Манчев), постоянно сваля Рени. Един ден по време на репетиция внезапно се появява италианец на име Джани Леопарди (Николай Николаев), чиято кола е повредена и той търси помощ. Репетицията се отлага, но когато е възобновена на другия ден, изниква нов проблем – Рени я няма. Групата тръгва да я търси и я намира в грандхотел „Варна“. Оказва се, че Джани ѝ е предложил да пее в заведението му в Сан Ремо, и тя напуска групата. А Миташки не иска оркестър без певица. Филип е отчаян и праща телеграма от името на Велко, че е болен и Ваня трябва да дойде веднага. Хубавото е, че Миташки ще жени дъщеря си и му трябва оркестър, и групата остава. Момчетата свирят цял ден на сватбата и когато, капнали от умора, се опитват да спрат, пияните гости се нахвърлят да ги бият и изпочупват инструментите им. Когато всичко изглежда загубено, пристига Ваня. Първо е ядосана на Филип, но като вижда, че е пребит, му прощава. Оркестърът си стяга багажа, но гледайки бушуващото есенно море, решава да остане дори без инструменти, пари и заведение, в което да свири. Въпреки че е есен, младежите остават, за да осъществят мечтата си, защото, както гласи една от култовите реплики във филма, изкуството иска жертви.

## Любопитни факти
- Филмът събира за първи път Велко Кънев, Павел Поппандов и Георги Мамалев, които по-късно стават популярни като "Група НЛО“. Триото създава няколко успешни музикални албума с хумористична насоченост, а по-късно е в основата на телевизионното предаване Клуб НЛО.[3]
- Част от диалозите са дублирани по-късно. Причините са различни, между които и цензура, напр. скандалът между Павката и Рени в джипа след Слънчев бряг.
- Филмът е сниман в Айтос, Слънчев бряг, Златни пясъци, Созопол, Албена, с. Черноморец и на плажа при в.с. „Дюни“.
- За филма Георги Мамалев е трябвало да се научи да се свири на барабани и напредва толкова бързо, че научава партитурата си наизуст.
- Актьорът Филип Трифонов може да свири на китара.
- Името на заведението, в което свири групата, е наркооп „Чайка“.
- В пощата, от която Филип изпраща телеграма на Ваня, на гишето табелката ТЕЛЕГРАМИ е написана грешно: ТЕЛЕГРАМN, а той пише „Трьгни...“
- Актьорите във филма играят със собствените си имена, понеже Людмил Кирков предлага на Станислав Стратиев именно тях за главните роли.
- Маргарита Хранова изпълнява финалната песен на филма и озвучава изпълненията на Ваня, а певицата Нели Цонева от Стражица пее италианските песни на Рени. С Катето Евро се срещат на живо чак през 2016 г.
- Шефът на сервиза (актъорът Стоян Стойчев), който се скарва на Павката в началото на филма, както и Миташки (актьорът Димитър Манчев) играят и в „Топло“ и изпълняват ролите на митническия чиновник и помощника на Лалов.
- По време на снимките само Георги Мамалев и Велко Кънев свирят наистина, а другите са озвучени допълнително. Филип Трифонов също свири на китара, но Павел Попандов пунтира.
- Докато Павката поправя москвича на клиент в сервиза, по радиото звучи песента на група "Сигнал" „Спомен мил, спомен мой“.
- Цялата сцена в сервиза е импровизация. Людмил Кирков се кикотел и казвал на шега: „Има сценарий, поне една дума от него кажете.“
- Историята е вдъхновена от група, която свири в родния софийски квартал на Станислав Стратиев - Коньовица. Стратиев случайно се среща с музикантите в чужбина и те му разказват премеждията си. Историята им в чужбина Стратиев описва в сценарии за втори филм, за който са планирани снимки през 1993 г., но поради промените и ред скандали той не се осъществява.[3]
- Всеки от четиримата актьори е имал специален учител по музика за филма, като учител на Велко Кънев е бил всеизвестният Борис Карадимчев, а на останалите – композиторът Асен Драгнев.[3]
- Като дете Велко Кънев е свирел на акордеон и във филма си представял, че йониката е обърнат хоризонтално акордеон.[3]
- В сцената, в която Миташки трябва да пие мастика, Кирков налива в чашата на Димитър Манчев истинска мастика. Актьорът го предупреждава, че може да се напие, но режисьорът отсича: „Пий и играй! Ти можеш и едното, и другото!“.
- Култовият диалог между Гошето и чичо му Петър е заснет само за няколко часа. По време на снимките Георги Русев (в ролята на бай Петър) снима в Асеновград друг култов български филм – „Дами канят“. Взет е за един ден с кола от снимкачната площадка в Айтос, снима известния диалог с Мамалев и се връща обратно на снимки в Асеновград.
- Николай Николаев (в ролята на Джани Леопарди) е бил съученик на Станислав Стратиев в гимназията. Двамата седели на един чин, като по български език Николов бил отличник за разлика от Стратиев, който едва изкарвал тройки.[5]
- Николай Николаев получава ролята на Джани Леопарди съвсем случайно, след като среща на улицата Стратиев и той му я предлага съвсем спонтанно. Интересното е, че Павел Попандов още преди това е предлагал Николаев за ролята на Леопарди, тъй като актьорът е живял в Италия.
- Отначало Джани Леопарди е трябвало да играе сръбски сутеньор, който продава жива плът в Италия, но поради затоплилите се отношения с Югославия през 80-те години Кирков и Стратиев са посъветвани отгоре да направят героя италианец. В замисленото продължение се разбира, че всъщност е сърбин, който лъже, че е италианец, и заради това Рени се е разделила с него.
- Режисьорът Людмил Кирков и сценаристът Станислав Стратиев дават пълна свобода на актьорите. Много от култовите реплики във филма са импровизации, например: „Паднал ѝ гласът... Ами наведи се да си го вдигнеш!“[6]
- Три четвърти от сцената в хотелската стая на Рени също са актьорски импровизации, включително и известната реплика: „Ти к'во си мислиш, ма? И ние пушим цигарки "Кент" и ядем бонбонки "Тик-так“!"
- Актьорите умишлено вкарват популярни тогава лафове в сценария, за да звучи по-съвременно.
- Режисьорът Людмил Кирков добавя култовата реплика на Рени „... и още нещо“ именно поради популярността на този лаф тогава.
- В сцената в грандхотел "Варна", когато оркестърът чака Велко, Павел си поръчва три бутилки кола, защото е много жаден, и обръща първата на екс. Епизодът е заснет поне 10 пъти и Попандов изпива голямо количество кола на екс.
- Актьорите решават на шега да се представят за истински оркестър в казиното в Созопол, като пускат на плейбек „Ке сара“ и буквално изиграват изпълнението си от филма като репетиция. Никой от посетителите не подозира, че и музикантите, и певицата са на плейбек. Напротив, всички в казиното (повечето от които са чужденци) са възхитени от изпълнението и викат оркестъра на бис. За да излязат от положението, актьорите казват, че с тази песен само са поздравили един приятел за рождения му ден.
- Във филма било запланувано да има епизод, в който групата спи на открито, а на сутринта я навалява дъжд. За да се заснеме сцената е докарана водоноска, но тя се оказва пробита, а след ремонта се разбира, че няма вода, за да се напълни. След като всичко е готово за епизода, слънцето грейва и режисьорът Кирков се отказва от сцената.
- Филип Трифонов има много малко реплики по сценарий, но с режисьора Кирков решават да махнат още и така в крайна сметка Филип има само няколко реплики в целия филм, макар и да е един от главните герои.
- В сцената, в която пияният Филип води телефонистката в бунгалото, с цел автентичност актьорът Филип Трифонов изпива цяла бутилка водка, но не успява да се напие и иска още алкохол. Въпреки възраженията на режисьора, Филип си допива тайно и така силно се удря във вратата на бунгалото, че стъклото ѝ става на сол, а той самият получава сериозен кръвоизлив на лицето. Това е и последният му спомен. Събужда се на сутринта в болницата в Бургас в бинтове и със завързани ръце за леглото. Докато заздравеят раните му, екипът губи няколко дни за снимки.
- Целият екип толкова се забавлява на снимките, че нарочно снима бавно в продължение на цялото лято. Есента трябва да бъдат заснети няколко епизода в ресторанта на Миташки, но на сутринта, когато снимките трябва да започнат, се оказва, че е навалял сняг и ги отлагат за следващата година.

## Продължение
Първоначално идеята на Станислав Стратиев е да разкаже историята на кварталната група в България, а след това и в чужбина. През 1991 г. обаче режисьорът Людмил Кирков е пенсиониран от Киноцентъра и изпаднал в депресия след съсипването на българското кино се затваря в дома си. През лятото на 1993 г. Стратиев пише сценарий за втора част – „Оркестър без име – продължението“, разглеждаща живота на музикантите след 15 години, когато всички те са емигрирали в Германия. Сюжетът според актьорите и режисьора е гениален и отново свръх актуален. След промените героите дирят късмета си в Германия. Велко е нещо като „човек-оркестър“ и свири на няколко инструмента в един подлез за жълти стотинки. Филип обслужва всячески богата възрастна германка в голямото ѝ имение. Гошето официално разхожда пуделите на забогатял сръбски гастарбайтер, а неофициално е момче за всичко. Павката се връща към предишната си професия и ремонтира коли в провинциален немски сервиз. Рени, отдавна прежалила италианеца Джани Леопарди (който всъщност се оказва сърбин, представящ се за италианец), е омъжена за много възрастен, но и много богат немски барон и се радва на охолен живот. Естествено, там всичките музиканти са абсолютни аутсайдери. Един хубав ден оркестърът се събира, нажален от носталгията и решава да се върне в България и в малкото ресторантче на морето. Пристигнали в родината, сядат в едно кафене, където чакат Филип да види детето си от певицата Ваня, останала в България. Спира лъскав мерцедес, от който слиза Миташки, целият в златни ланци, купил половината хотели на Златни пясъци и отива да купи поредния. Така идеята групата да посвири отново пропада. Има предложения филмът да бъде заснет от Георги Стоянов, но актьорите отказват да снимат без Людмил Кирков и го увещават да се съгласи, но той е много болен и ги моли да заснемат продължението, независимо кой е режисьор, заради прекрасния сценарий. Имало е срещи на Стратиев и с Александър Морфов, но по-скоро опознавателни. Българската кинематография още преди промените не вярва в успеха на продължението, защото тогава влага всички амбиции и средства в мащабни исторически суперпродукции като „Хан Аспарух“, „Борис Първи“, „Константин Кирил-Философ“, „Мера според мера“ и др. Понеже част от действието в сюжета се развива в Германия, има идеи за немска копродукция, но и тя пропада. Стратиев не престава да преработва сценария и да го актуализира с надеждата да бъде реализиран един ден. През 1995 г. умира Людмил Кирков, а 5 години по-късно, през 2000 г. умира и Станислав Стратиев. С неговата смърт умира и надеждата за продължение на един от най-обичаните български филми.

## Състав

### Актьорски състав
| Роля                                  | Изпълнител         |
| ------------------------------------- | ------------------ |
| Велко                                 | Велко Кънев        |
| Филип                                 | Филип Трифонов     |
| Павел /Павката/                       | Павел Поппандов    |
| Гошо                                  | Георги Мамалев     |
| Рени Ковачева                         | Катерина Евро      |
| Ваня Р. Георгиева                     | Мария Каварджикова |
| Миташки                               | Димитър Манчев     |
| Джани Леопарди                        | Николай Николаев   |
| Пепи                                  | Живка Пенева       |
| Телефонистката                        | Зинка Друмева      |
| Чичо Петър                            | Георги Русев       |
| Пешев                                 | Иван Цветарски     |
| Мъжът на Пепи                         | Антон Радичев      |
| Фотографът Сандев                     | Иван Янчев         |
| Шефът на сервиза                      | Стоян Стойчев      |
| Пъдарят                               | Иван Обретенов     |
| Майката на Гошо                       | Лили Енева         |
| Майката на Филип                      | Радка Ялъмова      |
| Сватята на Миташки                    | Румяна Първанова   |
|                                       | Росица Янчева      |
|                                       | Катя Колева        |
| Клиент в автосервиза                  | Добри Добрев       |
| Човекът на Велко от хотел „Амбасадор“ | Димитър Георгиев   |
| Младоженецът                          | Иван Попов         |
| Сватът на Миташки                     | Илия Вангелов      |
| Посетител в ресторанта на Миташки     | Борис Радивенски   |

### Творчески и технически екип
| Режисьор           | Людмил Кирков                                                                                           |
| Сценарий           | Станислав Стратиев                                                                                      |
| Редактор           | Михаил Кирков                                                                                           |
| Оператор           | Виктор Чичов                                                                                            |
| Художник           | Ася Попова                                                                                              |
| Музика             | Борис Карадимчев                                                                                        |
| Звук               | Михаил Витанов                                                                                          |
| Монтаж             | Албена Христова Жени Киркова                                                                            |
| Втори режисьор     | Стойчо Шишков                                                                                           |
| Асистент-режисьор  | Николина Гюмова                                                                                         |
| Втори оператор     | Георги Тренев                                                                                           |
| Асистент-оператори | Георги Тупаров Илия Вучков                                                                              |
| Грим               | Маргарита Димова                                                                                        |
| Гардероб           | Верка Цветкова                                                                                          |
| Реквизит           | Венета Минчева                                                                                          |
| Фотограф           | Тодор Стойков                                                                                           |
| Осветление         | Иван Андреев Борислав Марков                                                                            |
| Кран               | Васил Ковачев                                                                                           |
| Декори             | Ленин Христов Лазар Миладинов                                                                           |
| Комбинирани снимки | Владимир Колев                                                                                          |
| Организатори       | Нисим Талви Тихомир Селановски                                                                          |
| Директор           | Радослав Божков                                                                                         |
| Distributed by     | БЪЛГАРСКА КИНЕМАТОГРАФИЯ Студия за игрални филми „БОЯНА“ Творчески колектив „СРЕДЕЦ“ /Copyright © 1981/ |

## Награди
- Награда за режисура на Людмил Кирков от СБФД, (1982).
- награда за музика на Борис Карадимчев от СБФД, (1982).
- Първа награда за пълнометражен игрален филм, Международен фестивал на хумора и сатирата, (Габрово, 1983).